# Коломієць Лідія Іванівна
Лі́дія Іва́нівна Коломі́єць (17 березня 1929, с. Рябухине, тепер Гуляй Поле Нововодолазького району Харківської області) — український мовознавець, доктор філологічних наук з 1979, професор з 1981.
Дружина А. Майбороди.

## Життєпис
Закінчила 1950 Харківський педагогічний інститут.
Працювала викладачем Ужгородського (1953—1955) і Харківського (1956—1964) університетів.
У 1964—1994 — у Ніжинському педагогічному інституті (Чернігівська область) (в 1979—1983 завідувач кафедри української мови). 1994- 1996- завідує кафедрою українознавства в Харківському інституті фізичної культури; 1996 - 2000 працює професором кафедри українознавства інституту вдосконалення вчителів (Харків), з 2000 - професор кафедри українознавства Харківського економічного університету, а із 2003 року також   професор кафедри української мови цього університету.

## Наукова діяльність
Праці:
- Дієприкметник і дієприслівник в історії української мови. Київ. 1959 ( співавтор).
- Ділове мовлення. Навчальний посібник. Харків.2002.
- Звертальні конституції у ,,Слові о полку Ігоревім''.// Вивчаємо українську мову та літературу.2007. ￼
- з сучасної української літературної мови:
  - розділи «Прислівник», «Сполучник», «Частки» в книзі «Сучасна українська літературна мова. Морфологія» (1969, у співавт.);
- історичної фразеології:
  - розділ «Фразеологія XIV-XV ст.ст. Народнорозмовна і книжна фразеологія XVI—XVIII ст.ст.» у книзі «Історія української мови: Лексика і фразеологія» (1983).

Коломієць — співавтор навчальних посібників:
- «Збірник вправ з старослов'янської мови» (1962),
- «Історична граматика української мови. Збірник вправ» (1988) та ін.